# Pickfordiateuthis vossi
Pickfordiateuthis vossi är en bläckfiskart som beskrevs av Brakoniecki 1996. Pickfordiateuthis vossi ingår i släktet Pickfordiateuthis och familjen kalmarer. Inga underarter finns listade i Catalogue of Life.